# 费城路德宗神学院

## 費城信義宗神學院40°03′43″N75°11′30″W/40.06194°N 75.19167°W/40.06194; -75.19167
费城信義宗神学院（Lutheran Theological Seminary at Philadelphia，LTSP）是北美洲最大的信義宗公会美国福音信義会ELCA的八个神学院之一，位于美国费城的Mount Airy社区。
神学院有275名学生，17名全职教授。学生中有相当数量来自美国福音信義会以外的其他教派，例如圣公会、非洲卫理公会、浸信会、卫理公会、Church of God in Christ和门诺会。

## 历史
费城信義宗神学院的背景可以追溯到1748年成立的北美洲第一个信義宗机构宾夕法尼亚理事会（Pennsylvania Ministerium）。费城信義宗神学院成立于1864年，部分是为了回应葛底斯堡路德宗神学院的神学，后者同样位于宾夕法尼亚州，成立于1826年，被认为过分适应美国文化，偏离了路德宗的正统。
费城信義宗神学院最初设于市中心的富兰克林广场，1889年迁址到当时的西北郊区Mount Airy。校园里的第一个神学院建筑，现在被称为“老宿舍”，建于1889年，面临市中心向西北的德国城大道。
许多国家和地区的教会领袖，包括信義宗和非信義宗的，都是该校的毕业生或曾在该校担任教师，包括前美国福音路德教会大主教H.乔治·安德森、前美国圣公会大主教弗兰克·格里斯沃尔德。信義宗神学家Theodore Emanuel Schmauk 从1908年到1920年担任该校董事会主席，1911年至1920年负责伦理学、护教学和教育学系。此外，美国四个信義宗神学院的校长都曾是该校的教师。

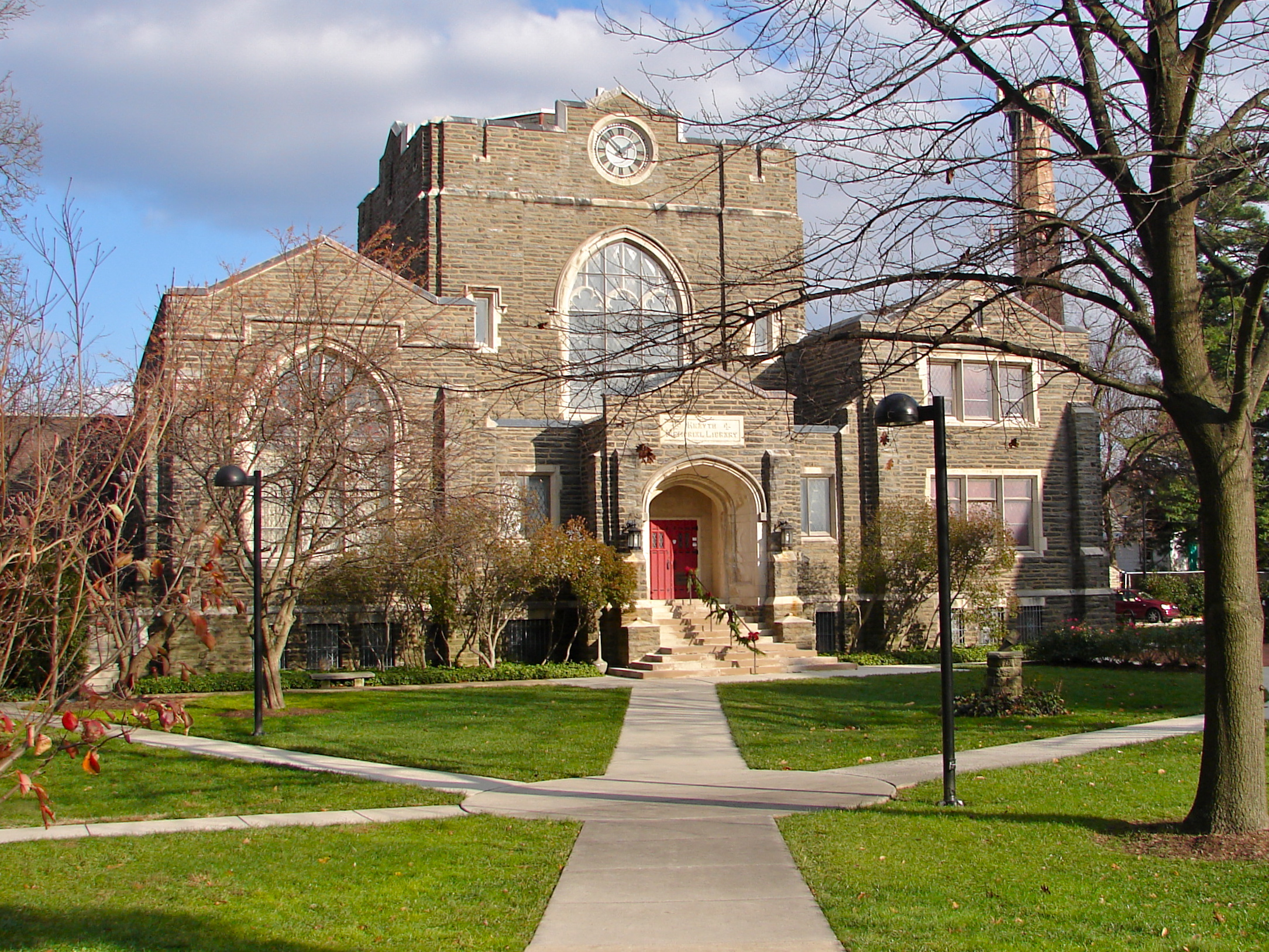